# بوريس ميخائيلوفيتش بولوتوفسكي
بوريس ميخائيلوفيتش بولوتوفسكي (بالروسية: Борис Михайлович Болотовский؛ 20 سبتمبر 1928 - 28 مايو 2021) فيزيائي سوفييتي وروسي، عمل في مجال الكهرومغناطيسية الكلاسيكية. درس في جامعة موسكو الحكومية. عمل في معهد ليبيديف الفيزيائي.
الأعمال العلمية الرئيسية لبوريس كانت في فيزياء المعجلات والديناميكا الكهربائية الكلاسيكية وتاريخ العلوم. من أهم الأعمال التي تناولت نظرية مرور الجسيمات المشحونة عبر العازل الكهربائي والبلازما. كان من أوائل من بحثوا في موجات اليقظة، حيث اعتبروا إشعاع شحنة متحركة بشكل موحد تتطاير عبر عدم التجانس البصري. درس نظرية إشعاع فافيلوف-شيرينكوف في وسط دائري. أنشأ نظرية المصادر الإشعاعية التي تتحرك بسرعة تتجاوز سرعة الضوء في الوسط.
توفي بولوتوفسكي في 28 مايو 2021 عن عمر يناهز 92 عامًا.